# Пустошка (Могилёвская область)
Пусто́шка (бел. Пустошка) — деревня в составе Бортниковского сельсовета Бобруйского района Могилёвской области Республики Беларусь.

## Население
- 1999 год — 42 человека
- 2010 год — 18 человек
- 2020 год — 5 человек